# Биарум тонколистный
Биарум тонколистный (лат. Biarum tenuifolium) — многолетние травянистые клубнелуковичные растения, вид рода Биарум (Biarum) семейства Ароидные (Araceae).

## Ботаническое описание
Клубень сжато-дискообразный, 2—6 см в диаметре и 1,5—2,5 см толщиной, коричневого цвета.

### Листья
Листья в числе 4—20, появляются поздно, длинночерешковые, заключённые в оболочку из катафиллов, в числе от трёх до многих. Катафиллы 2—8 см длиной, 0,5—2 см шириной, продолговато-ланцетовидные, полумясистые, позже толщины бумаги, бледно-зелёные, при высыхании от беловатых до бледно-соломенно-жёлтых.
Черешки 1—8 см длиной, 2,5 мм в диаметре, в продольном направлении расширяются в перепончатое крыло, зелёные. Листовая пластинка продолговато-ланцетовидная, линейно-ланцетовидная, ложковидная или линейно-продолговатая, 2,5—49 см длиной, 2—21 мм шириной, от тупой до округлённой на вершине, от длинно-нисходящей до клиновидной в основании, края гладкие, слабо волнистые или сильно волнистые с завитками. Первичные жилки в числе 5—9 с каждой стороны, от зелёных до тёмно-зелёных.

### Соцветия и цветки
Соцветие появляется в конце лета — середине осени, иногда весной, с сильным за́пахом экскрементов крупного рогатого скота. Цветоножка 6—10 см длиной, 3—5 мм в диаметре, белая, одетая продолговато-ланцетовидными, полумясистыми, позднее толщины бумаги катафиллами, в числе от немногих до нескольких, 4—12 см длиной, 1,5—2 см шириной, бледно-зелёными, при высыхании от белых до бледно-соломенно-жёлтых.
Покрывало 3—30 см длиной, свободная часть 2—25 см длиной, 0,5—6 см шириной, от острого до заострённого на вершине, снаружи фиолетовое, от более бледного до зелёного к вершине, внутри коричнево-фиолетовое, к вершине иногда зелёное, снизу образует трубку: от сжато-цилиндрического до продолговато-цилиндрического, обычно над пестичными цветками с перемычкой, иногда сжатое далее примерно на ¾ его длины, края соединены вместе, 2,6 см длиной, 1—25 см шириной, снаружи белое, к вершине с фиолетовыми пятнами, внутри белое.
Початок 4—40 см длиной. Придаток початка от цилиндрического до веретообразного, 3—41 см длиной, 1,5—9 мм в диаметре, коричнево-фиолетовый, часто несколько более бледный, чем свободная часть покрывала, изредка оливково-зелёный или грязно-жёлтый. Верхняя стаминодийная зона 3—17 мм длиной, из 2—10 от регулярных до скорее нерегулярных завитков, серповидная, верёвкообразная или нитевидная, от кремового цвета до цвета слоновой кости. Тычиночные цветки расположены в зоне 3—20 мм длиной и 1—6 мм в диаметре, от кремового цвета до цвета слоновой кости. Промежуток обычно более-менее отсутствующий, иногда на 15 мм выше пестичных цветков или ниже тычиночных цветков, кремовый. Нижняя стаминодийная зона 2—23 мм длиной, 1—4 мм шириной, в 2—13 регулярных завитках, серповидных, верёвкообразных или большей частью нитевидных, от кремового цвета до цвета слоновой кости. Пестичные цветки располагаются в зоне от полусферической до слегка цилиндрически-полусферической, 3—7 мм длиной, 2—5 мм шириной. Завязь продолговатая, 0,5—2 мм длиной, 0,25—2 мм шириной, кремовая. Столбик сидячий, головчатый, 0,25—0,33 мм в диаметре, кремовый.

### Плоды
Соплодие шаровидное, 1,5—4 см в диаметре, состоящее из 15—40 ягод. Ягоды от продолговатых до продолговато-шаровидных, 3,5—9 мм длиной, 2,5—5,5 мм в диаметре, в зрелом виде белые.
Семена яйцевидные, 2,5—4,5 мм длиной, 3—6 мм в диаметре, бледно-коричневые, покрытые сетчатым узором.

## Распространение
Встречается в Центральной и Южной Европе: Португалия, Сардиния, Испания, Албания, Греция, Италия, Крит, Сицилия, Югославия и Западной Азии: Объединённые Арабские Эмираты, Турция.

## Классификация

### Подвиды
В пределах вида выделяются шесть подвидов:
- Biarum tenuifolium subsp. abbreviatum (Schott) K.Richt. — Южная Италия, Сардиния, Сицилия, Западная Греция, Македония
- Biarum tenuifolium subsp. arundanum (Boiss. & Reut.) Nyman — Южная Португалия, Южная Испания (включая Гибралтар), Северное Марокко
- Biarum tenuifolium subsp. galianii (Talavera) P.C.Boyce — Юго-Западная Испания
- Biarum tenuifolium subsp. idomenaeum P.C.Boyce & Athanasiou — Крит
- Biarum tenuifolium subsp. tenuifolium — Албания, Греция, Италия, Сицилия, Балканский полуостров
- Biarum tenuifolium subsp. zelebori (Schott) P.C.Boyce — острова Родос, Кос, Крит, Западная Турция